# Alianza
Alianza és un municipi pertanyent al departament de Valle, a Hondures.

## Localització
El municipi limita al nord amb el municipi de Goascorán, al sud amb el Golf de Fonseca, a l'est amb el municipi de Nacaome i a l'oest amb la República d'El Salvador. Té una superfície de 215 km² i una població de 7,444 habitants segons el cens de 2001.

## Història
Va ser fundat pels indis Chortís el 1844, conegut amb el nom d'Hisenda de Mongoya, i pertanyia a Goascorán. No va ser fins a 1847 que es va reconèixer com a municipi amb el nom d'Alianza.

## Pobles
El terme municipal inclou els següents nuclis de població:
- Alianza
- Alto de Jesús
- Los Amates
- San Jerónimo
- San Pedro Calero
- Sonora
- Los Luices
- El cubulero
- El Estero
- Playa Grande
- La Ceiba
- Playitas
- Calicanto
- Valle Nuevo
- El Aceituno
- El Capulin
- La Laguna